# Супермен 4: У пошуках миру
«Супермен 4: У пошуках миру» (англ. Superman IV: The Quest for Peace) — американський фантастичний фільм 1987 року, четверта частина екранізацій коміксів про Супермена.

## Сюжет
На фермі у Смолвілі, успадкованій від своїх померлих земних батьків, Кларк Кент відкриває капсулу, в якій прибув на Землю. Він знаходить там криптонський енергетичний модуль. Запис, залишений його справжньою матір'ю Ларою, повідомляє, що модуль дасть особливу силу, проте лише один раз. Коли Кларк повертається до Метрополісу, то виявляється, що редакцію «Daily Planet» придбав Девід Ворфілд, бульварний магнат, який звільняє редактора Перрі Вайта та поставив замість нього власну дочку Лейсі. Після новин про те, що Сполучені Штати та Радянський Союз можуть почати перегони ядерних озброєнь, Супермен запобігає їм, збираючи всі ядерні боєголовки, які закидає в Сонце.
Тим часом Ленні Лютор, небіж Лекса Лютора, визволяє свого дядька з в'язниці. Повернувшись до Метрополіса, Лекс і Ленні викрадають з музею пасмо волосся Супермена і зчитують його генетичний код. Підпільні торговці зброєю бажають продавати ядерні боєголовки як США, так і СРСР, і Лекс укладає з ними угоду, п ракети. Після тестового пуску ракети прикріпивши до ракети генетичну матрицю з ДНК Супермена. Під час запуску ракети Супермен закидає її на Сонце також. У результаті виникає Ядерна людина, що повертається на Землю в пошуках свого «батька», Лекса. Той встановлює, що Атомна людина така ж сильна, як і Супермен, проте швидко слабне без сонячного світла.
Між Атомною людиною та Суперменом починається запекла боротьба. Рятуючи Статую Свободи від падіння на вулиці Нью-Йорка, Супермен отримує променеву хворобу через подряпини. В ході бою плащ Супермена спадає.
У «Daily Planet» пишуть статтю «Супермен мертвий?», що розлючує Лоїс Лейн, яка підбирає плащ Супермена. Лоїс приходить до квартири Кларка, де розповідає про своє кохання до Супермена. Потерпаючи від променевої хвороби, Кларк, дістає криптонський енергетичний модуль.
Ядерна людина закохується в Лейсі та вимагає привести його до неї, погрожуючи руйнуваннями. Супермен виліковується та летить на бій проти Ядерної людини. Вони потрапляють на Місяць, де Ядерна людина вганяє Супермена в кору супутника.
Ядерна людина летить у редакцію «Daily Planet» і викрадає Лейсі, виносячи її у відкритий космос. Супермену вдається вибратися з Місяця. Згадавши, що Ядерна людина черпає силу від Сонця, він зіштовхує Місяць з орбіти, щоб створити сонячне затемнення. Супермен рятує Лейсі та повертає її на Землю, а потім поміщає непритомну Ядерну людину в ядерний реактор, перетворюючи на джерело енергії.
Перрі Вайт отримує позику, щоб придбати контрольний пакет акцій газети «Daily Planet», захищаючи цим газету від будь-яких подальших поглинань. Супермен наздоганяє Лекса з його поплічниками та повертає Лекса до в'язниці, а Ленні віддає на виховання до «Boys Town».

## У ролях
- Крістофер Рів — Супермен / Кларк Кент
- Джин Гекмен — Лекс Лютор / голос Атомної людини
- Джеккі Купер — Перрі Вайт
- Марк МакКлюр — Джиммі Олсен
- Джон Крайер — Ленні
- Сем Вонамейкер — Девід Варфілд
- Марк Піллоу — Атомна людина
- Меріел Хемінгуей — Лесі Варфілд
- Марго Кіддер — Лоїс Лейн